# سلبیویل (دلاور)
سلبیویل، دلاور (به انگلیسی: Selbyville, Delaware) یک سکونتگاه مسکونی در ایالات متحده آمریکا با جمعیت ۲٬۱۶۷ نفر است که در دلاویر واقع شده‌است.